# 泰生东颜料行旧址
36°04′19″N 120°18′47.5″E / 36.07194°N 120.313194°E
泰生东颜料行旧址位于中华人民共和国山东省青岛市市南区中山路186-190号，建于约1902年，最初为泰生东杂货行店面，1910年改为颜料行，抗战期间改由德孚洋行使用。1956年成为青岛环球文化体育用品商店所在地，2008年拆除。

## 历史
德国殖民统治下的青岛于1898年开始大规模建设后，在烟台开设“泰生东”杂货行的山东福山赖氏家族买下了青岛大鲍岛华人区的山东街（今中山路北段）北京街（今北京路）路口西南角的地块，并于约1902年在此建起一栋单层商业建筑，开设青岛泰生东杂货行，主要经营棉花、散件货物、日本商品及煤炭交易。
后来，泰生东掌柜、牟平人张宗桂向少东家赖芳圃提出扩大染料经营，当时赖氏家主早逝，赖芳圃年幼不愿承担风险，遂将泰生东连招牌带铺面折价转让给张宗桂。张宗桂入主泰生东后，通过与相识的德国裕兴洋行商人克劳克的联系，成为德国“狮马”牌颜料的代理商，并在山东内地开拓市场。1907年，泰生东正式改为颜料行，成立杂货部延续原有杂货业务，张宗桂也将其别号“燕山”改为“颜山”，自此以号行。1910年，泰生东颜料行青岛分号正式开张，注册资本10万元，张颜山亲自到青岛主持经营。此后泰生东成为青岛第一大颜料交易行，并先后在济南、天津、上海、哈尔滨等地设立分号，在徐州、博山、德州、莱阳等地设立代销处。
1914年一战爆发后，德国颜料价格暴涨。8月，日军开始围攻青岛，德国洋行将青岛、烟台、济南三地所存的颜料全部交给泰生东寄售，泰生东因此获得巨大利润。同年11月日军占领青岛后，据日本人秘密调查所述，张颜山因不喜与日商交易，将青岛泰生东门店关闭数年。一战结束后，德商重回中国市场，张颜山向德商如数付清颜料货款，获得了德国人的信任。1927年，德国化工巨头法本公司在上海成立德孚洋行（德語：Deutsche Farben Handelsgesellschaft），集中经营在华颜料业务，在青岛、济南、烟台等地开设分行，但仍将山东代理权交给泰生东。至1930年代初，张颜山的生意达到鼎盛。据张颜山七子张绪谱（影星李丽华前夫）回忆，抗战前青岛泰生东经理是牟平人周立三，二老板是福建人王鼎珊，三老板牟平人王世珍，账房宋欣斋，专管写信联系业务的有王致远、王友来等。
1932年上海一二八事变导致张颜山生意受损，开始衰落。1937年七七事变后，泰生东染料货源断绝，仅能以库存勉强支撑。张颜山所办实业在抗战期间元气大伤，大部分亏损或被迫歇业，张颜山于1941年逝世于上海。1938年1月日军第二次占领青岛后，青岛泰生东将业务交给德孚洋行接办，其在中山路的店面也由德孚洋行使用。1945年抗战胜利后，泰生东旧址改为鸿盛号杂货店。1949年6月，博爱照相馆在此开业，经理为烟台人吴新田，副经理袁家绪。此处后来又改为环球体育乐器行。

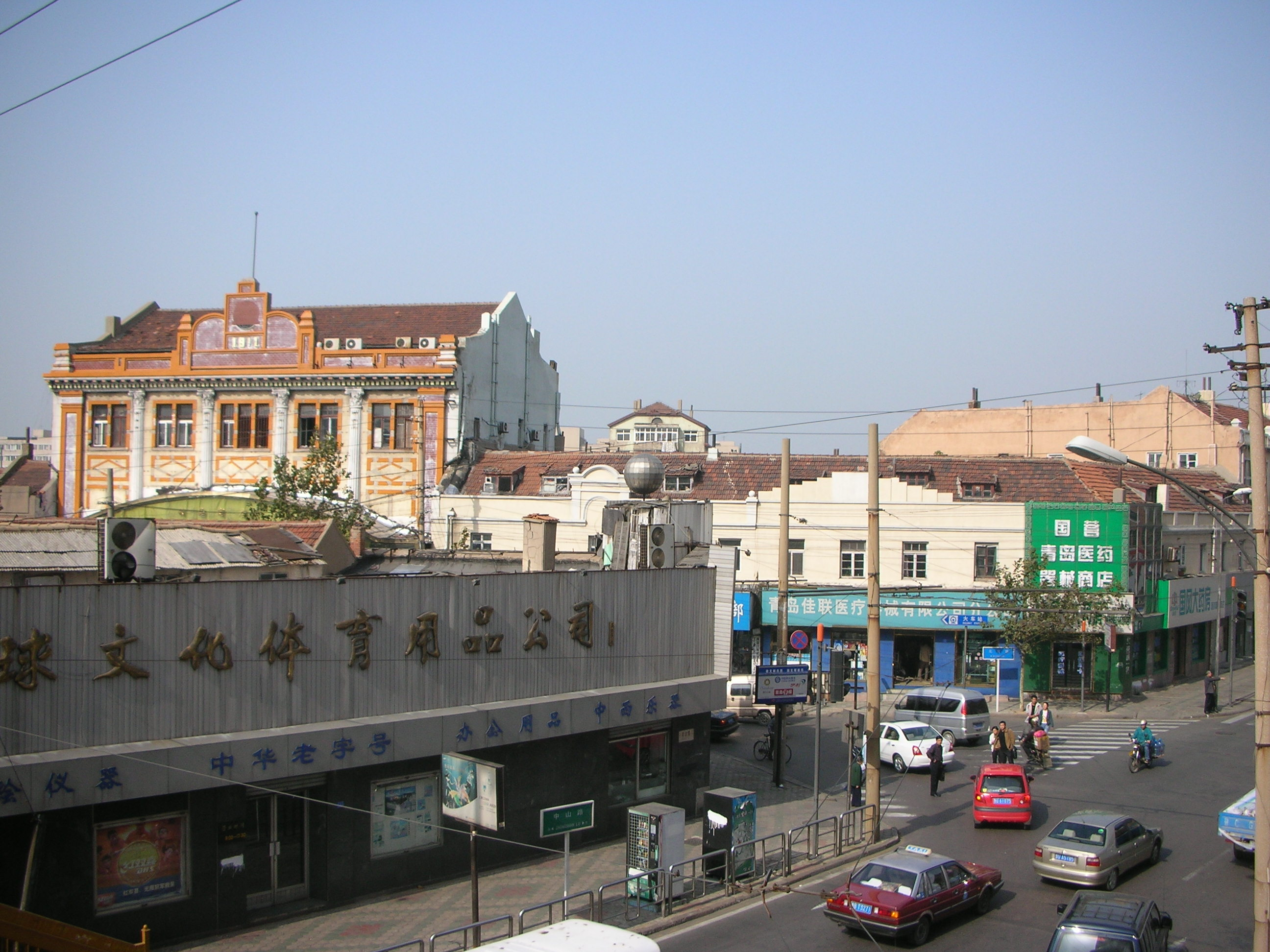
拆除前的环球文化体育用品公司，2005年11月

1956年，青岛环球乐器行、大生体育用品社、新亚体育用品店、丰盛昌文具店、新昌百货店、同发和五金店6家商店合并组成青岛环球文化体育用品商店，设于中山路186-190号泰生东颜料行旧址，并对商铺建筑外立面进行改造。环球文化体育用品商店经营纸张、账簿表册、学生文具、办公用品、测绘仪器、中西乐器、体育用品、运动服装等，每年12月还出售年画、挂历、台历、日历，是当时青岛市最大的文化体育用品商店，也是20世纪后半叶青岛市民购买文体用品的首选地。1993年，改为青岛环球体育文化用品公司。
2008年劈柴院改造期间，环球文化体育用品公司所在老建筑被认定为危房而拆除。当年4月，环球迁至北京路27号营业，此后生意愈加冷清。环球原本所在的泰生东颜料行旧址拆除后，其重建方案于2009年6月和2010年11月两次由青岛市规划局公示，但因周边住户对方案不满而停工烂尾数年。2016年5月，新楼仿照旧楼1950年代的样式建成，现为商铺。

## 建筑特色
泰生东颜料行旧址楼高1层，平面呈“L”形，整体具有欧洲古典折衷主义风格。花岗岩砌墙基，外墙通体为灰砖清水墙，临街门窗发券，窗楣、门楣简单装饰，檐部以上起女儿墙遮挡屋顶，并留白用于书写店招。其所在地块三面临街，临街角一面中轴对称，中央设主入口，入口两侧装饰圆柱，其上方女儿墙以上起半圆形装饰性山墙和铁艺装饰，山墙两侧设装饰性圆顶望柱。沿中山路一面向南延伸出两个可以互相打通的商业单元，各设一个入口，入口上方起山墙。临北京路一面未完全封闭，部分内院向街道敞开，以方便人员进出与货物装卸。